# Tölgyestorzpók
A tölgyestorzpók (Atypus affinis) a négytüdős pókok (Mygalomorphae) alrendjének torzpókfélék (Atypidae) családjába, az Atypus (torzpók) nembe tartozó pókfaj. Európában (az európai fajok közül egyedüliként Nagy-Britanniában is) és Észak-Afrikában fordul elő. A Magyarországon előforduló három torzpókfaj közül itt a leggyakoribb faj, mediterrán jellegű tölgyesekben, cserjésekben, lejtősztyeppeken található meg. Magyarországon védett állat, természetvédelmi értéke 2000 Ft.
Gyakran fordul elő a két másik magyarországi Atypus-fajjal együtt, és igen hasonlít is hozzájuk: a hímek koromfeketék, méretük a csáprágók nélkül 7–10 mm, a nőstények és a fiatal példányok sötétbarnák, a nőstények mérete csáprágók nélkül 10–15 mm. A hátsó fonószemölcs alapján lehet megkülönböztetni tőlük: a tölgyestorzpóknál ez hármas tagolású, míg a kövi torzpóknál ez négyes, a szurkos torzpók esetében pedig felülről hármas, alulról vagy oldalról négyes tagoltságot mutat.
Az Atypus-fajok függőleges tárnákat ásnak, akár fél méter mélyre is. Ezt sűrűn szövött lakócsővel bélelik, ami a talajszintre érve a talaj felszínével párhuzamosan futó zárt folyosóként folytatódik. Ez a harisnyaszerű hálódarab a vadászatban segíti; a lakócsőhöz érő ízeltlábúra a háló rezgései felhívják a pók figyelmét, a prédát a hálón keresztül megszúrja, majd a hálót elvágva a lakócsőbe húzza azt. A maradványokat és a levedlett bőrt az ilyenkor átmenetileg felnyitott cső végén pakolja ki.
Párzási időszakuk ősszel van, ilyenkor a hímek elindulnak nőstényeket keresni. A hím a nőstény lakócsövében él egy ideig, majd a párzás után nem sokkal elpusztul. A kis pókok következő nyáron kelnek ki, és még csaknem egy évet anyjukkal töltenek.

## Fordítás
- Ez a szócikk részben vagy egészben az Atypus affinis című angol Wikipédia-szócikk ezen változatának fordításán alapul.  Az eredeti cikk szerkesztőit annak laptörténete sorolja fel. Ez a jelzés csupán a megfogalmazás eredetét és a szerzői jogokat jelzi, nem szolgál a cikkben szereplő információk forrásmegjelöléseként.

## Külső hivatkozások
- Details on Atypus affinis